# Henry Fonda
Henry Fonda (n. 16 mai 1905, Grand Island⁠(d), Nebraska, SUA – d. 12 august 1982, Los Angeles, California, SUA) a fost un actor american de film. În 1982 a câștigat premiul Oscar pentru cel mai bun actor pentru rolul din Pe lacul auriu, în care a jucat alături fiica lui, Jane Fonda, și de Katharine Hepburn.
De la începutul carierei sale în 1935 și până la ultimele sale proiecte din 1981, Fonda a apărut în 106 filme, programe de televiziune și filme scurte.

## Filmografie
- 1936 Poteca pinului singuratic (The Trail of the Lonesome Pine), regia Henry Hathaway
- 1938 Jezebel, regia William Wyler
- 1940 Fructele mâniei (The Grapes of Wrath), regia John Ford
- 1946 Draga mea Clementina (My Darling Clementine), regia John Ford
- 1947 The Fugitive
- 1956 Război și pace (War and Peace), regia King Vidor
- 1957 12 oameni furioși (12 Angry Men)
- 1957 Steaua de tinichea (The Tin Star), regia Anthony Mann
- 1959 Warlock, regia Edward Dmytryk
- 1962 Ziua cea mai lungă (The Longest Day), r. Darryl F. Zanuck
- 1962 Cum a fost cucerit Vestul (How the West Was Won), r. John Ford, Henry Hathaway, George Marshall
- 1965 Bătălia din Ardeni, r. Ken Annakin
- 1968 A fost odată în vest (C’era una volta il West / Once Upon a Time in the West), r. Sergio Leone
- 1974 Ultimul act (Mussolini ultimo atto), regia Carlo Lizzani
- 1976 Bătălia de la Midway (Midway), regia Jack Smight
- 1978 Mitul Fedorei (Fedora), regia Billy Wilder
- 1979 Vestul sălbatic (The Wild West), regia Laurence Joachim
- 1981 Pe lacul auriu (On Golden Pond), regia Mark Rydell